# سیارک ۱۶۱۶۵
سیارک ۱۶۱۶۵ (به انگلیسی: 16165 Licht، نامگذاری:2000AW83) شانزده هزار و صد و شصت و پنجمین سیارک کشف شده‌است که در ۵ ژانویه ۲۰۰۰ کشف شد.
قدر مطلق سیارک برابر ۱۴.۱ است.